# Manuel Negrete Arias

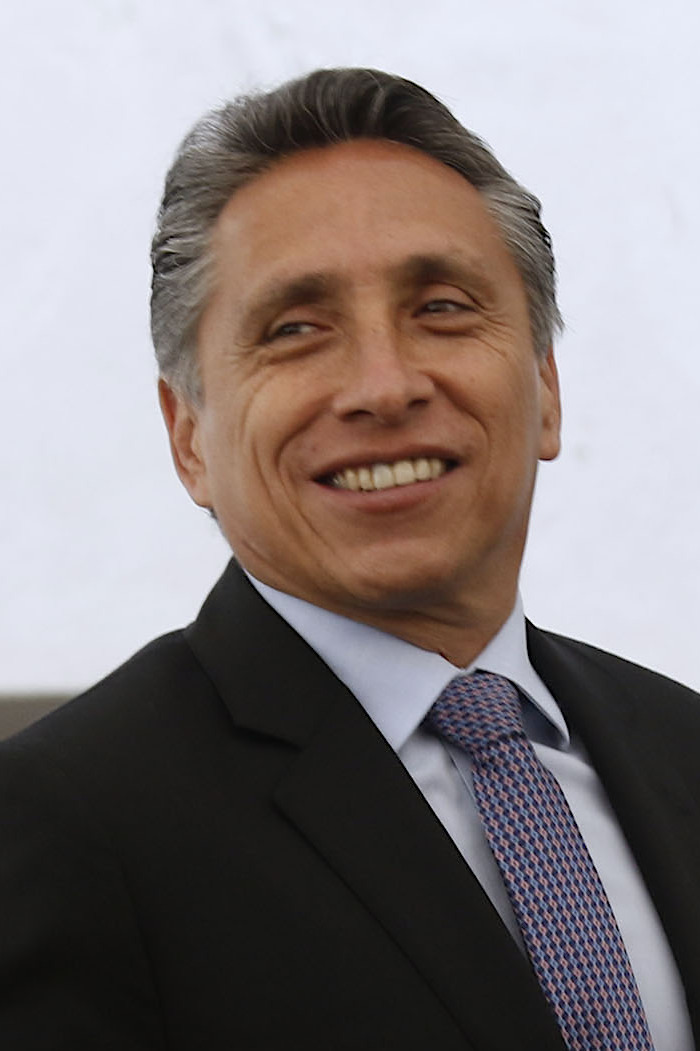
Manuel Negrete Arias

Manuel Negrete Arias (Ciudad Altamirano, 11 de março de 1959) é um ex-futebolista mexicano que competiu na Copa do Mundo FIFA de 1986. É o terceiro maior artilheiro da equipe UNAM Pumas, atrás apenas dos brasileiros Cabinho e Ferreti.